# Les Blagues de Toto 2 : Classe verte
Série
Les Blagues de Toto (film, 2020)
Pour plus de détails, voir Fiche technique et Distribution.
Les Blagues de Toto 2 : Classe verte est une comédie française réalisée par Pascal Bourdiaux et sortie en 2023. C’est la suite du film Les Blagues de Toto sorti en 2020.

## Synopsis
Toto et ses camarades de classe partent pour une excursion de cinq jours dans une ferme biologique, prêts à profiter de l'air frais et à vivre des aventures folles.

## Fiche technique
Sauf indication contraire, les informations mentionnées dans cette section peuvent être confirmées par les bases de données cinématographiques IMDb et Allociné,  présentes dans la section « Liens externes ».
- Titre original : Les Blagues de Toto 2 : Classe verte
- Réalisation : Pascal Bourdiaux
- Scénario : Mathias Gavarry
- Musique : Romain Trouillet
- Décors :
- Costumes : Caroline Gereduz
- Photographie : Stéphane Le Parc
- Montage : Marie Silvi
- Son : Philippe Vandendriessche, François Aubinet
- Production : Pierre-Louis Arnal, Clément Calvet, Thierry Desmichelle, Lilian Eche, Jérémie Fajner, Éric Geay, Christel Henon et Rémi Jimenez
- Sociétés de production : Frakas Productions, Superprod, Bidibul, SND
- Sociétés de distribution : SND
- Pays de production :  France,  Belgique,  Luxembourg
- Langue originale : français
- Format : couleur — 2,35:1
- Genre : comédie
- Budget : 7,9 millions €
- Durée : 84 minutes
- Dates de sortie :
  - France : 2 août 2023

## Distribution
- Hugo Trophardy : Toto
- Guillaume de Tonquédec : Jérôme
- Anne Marivin : Sylvie
- Valérie Karsenti : Florence Coquerelle, la maire du village
- Christophe Canard : Léon
- Sarah Stern : Mme Lemercier, la fermière
- Nicolas Lumbreras : M. Lemercier, le fermier
- Pauline Clément : Mlle Jolibois
- Barbara Bolotner : Mme Gossein
- Arsène Mosca : le chauffeur de car
- Isabelle Candelier : Mme Péchoton, la directrice de l'école
- Laurent Bateau : Fabrice
- Gaël Raës : Igor
- Jennaïa Sahar : Carole
- Anaïs Barba de Calignon : Olive
- Edouard Attipou : Yassine